# 바락푸르

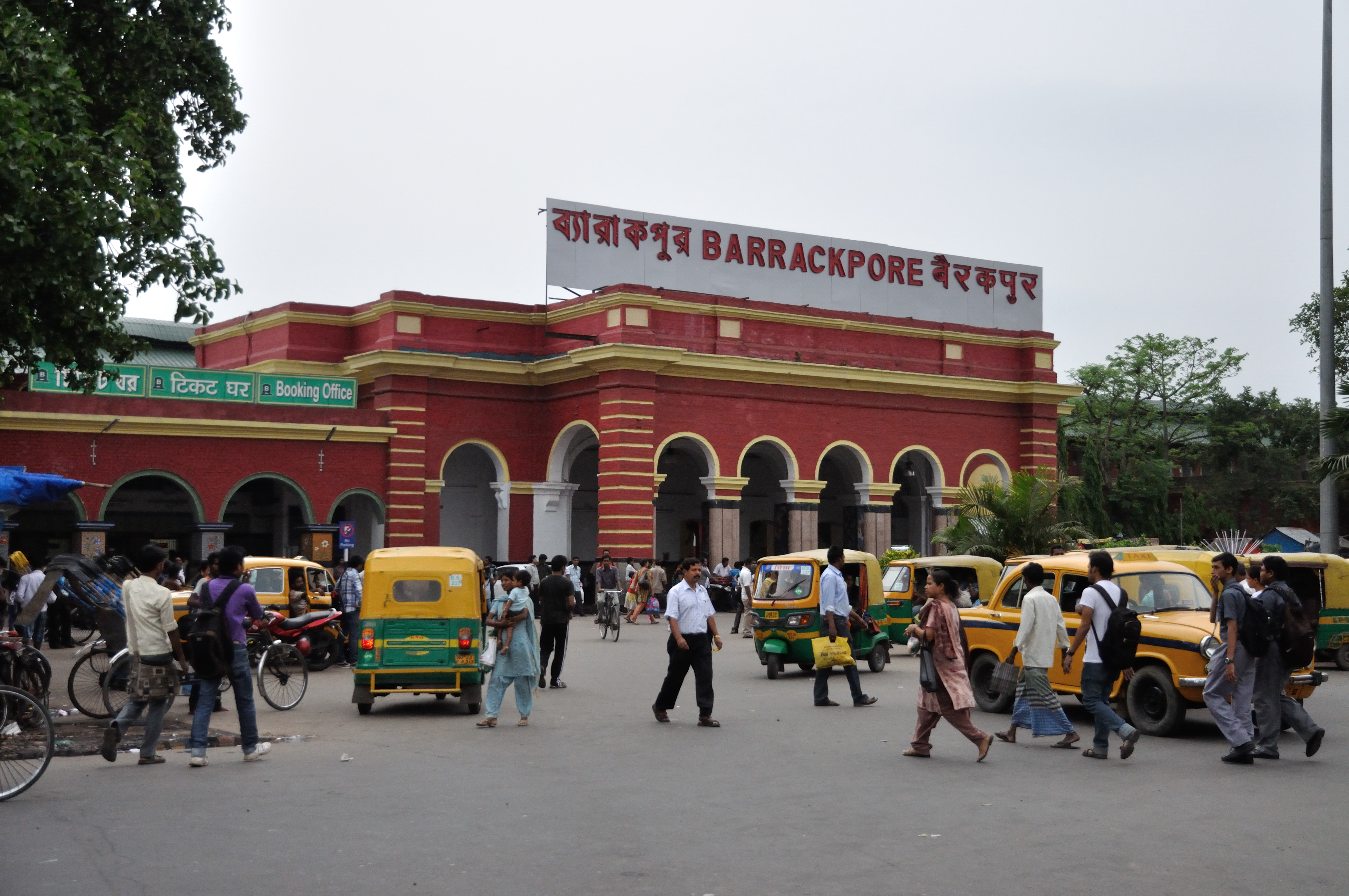

바락푸르(힌디어: ব্যারাকপুর, 영어: Barrackpore)는 인도 서벵골 주에 위치한 도시로 면적은 25km2, 높이는 15m, 인구는 154,475명(2011년 기준), 인구 밀도는 6,200명/km2이다. 바락포르(Barrackpore)라고 부르기도 한다.
갠지스강 동안과 접하며 콜카타에서 23km, 방글라데시 국경으로부터 115km 정도 떨어진 곳에 위치한다. 도시 이름은 영국 동인도 회사의 첫 번째 주요 군사 기지가 자리잡으면서 영어로 "병영"을 뜻하는 '배럭스'(barracks)에서 유래된 이름이다.